# Nowa Partia Komunistyczna Holandii
Nowa Partia Komunistyczna Holandii (niderl. Nieuwe Communistische Partij Nederland, NCPN) – holenderska komunistyczna partia polityczna. NCPN została założona w 1992 roku przez działaczy komunistycznych którzy nie zgodził się z decyzją kierownictwa Komunistycznej Partii Holandii w fuzje do nowego ugrupowania Zielona Lewica. W 1999 roku lokalny oddział NCPN w gminie Scheemda odłączył się od partii i utworzył nową organizację pod nazwą Verenigde Communistische Partij.
Głównym bastionem partii jest miejscowość Reiderland. NCPN od kilku lat stają się bardziej aktywne w obszarze regionalnym, uczestniczy też w krajowych grupach współpracy takich jak Keer het Tij i holenderskiego Forum Społecznego (Nederlands Sociaal Forum). Liczba członków partii w ostatnich latach wzrosła. Do zwiększonej aktywności ugrupowania doszło prawdopodobnie ze względu na odmłodzenie aktywnych członków i sympatyków. W XXI Wieku powstała młodzieżówka partii Communistische Jongeren Beweging.
NCPN popiera rząd Kuby, rząd Wenezueli Hugo Cháveza i Evo Moralesa w Boliwii. Partia potępiła inwazję USA na Irak. Za swojego głównego przeciwnika uważa neoliberalizm. NCPN był zaangażowany w tworzenie CubaSol, Komitetu Solidarności z Kubą. NCPN uczestniczyła w dorocznym seminarium w Brukseli oraz w Międzynarodowej Konferencji Partii Komunistycznych i Robotniczych. NCPN współpracuje z Partią Pracujących Belgii, Niemiecką Partią Komunistyczną i Komunistyczną Partią Luksemburga.
Partia wydaje pismo „Manifest”.